# Perdita stephanomeriae
Perdita stephanomeriae är en biart som beskrevs av Timberlake 1954. Perdita stephanomeriae ingår i släktet Perdita och familjen grävbin. Inga underarter finns listade i Catalogue of Life.